# Gonomyia trepida
Gonomyia trepida är en tvåvingeart som beskrevs av Alexander 1962. Gonomyia trepida ingår i släktet Gonomyia och familjen småharkrankar. Inga underarter finns listade i Catalogue of Life.